# La verità, il tempo e la storia
La Verità, il Tempo e la Storia, conosciuto anche come Spagna, il Tempo e la Storia e (con nessuna verosimiglianza, data la sua data di creazione, molto prima di essa) come Allegoria della Costituzione del 1812, è un quadro dipinto da Francisco Goya intorno al 1800 che ha costituito uno degli oli di una serie di due allegorie relative al progresso scientifico ed economico che avrebbero potuto decorare la biblioteca della residenza palazzo governativa di Manuel Godoy, massimo mandatario della Spagna del suo tempo sotto il regno di Carlo IV. Tali allegorie, di portata politica, proliferarono nella Francia rivoluzionaria.
Questo quadro, insieme ad un altro di uguale altezza che rappresentava un'Allegoria della Poesia, è stato trovato a Cadice a metà del XIX secolo, per cui c'è l'ipotesi che il quadro sia stato commissionato da Sebastián Martínez (che aveva importanti biblioteche a Madrid e Cadice nel 1800) e non di Godoy. L'opera si trova attualmente al Museo nazionale di Stoccolma in Svezia.

## Analisi
Tutto sembra confluire nella rappresentazione della Storia e della Verità storica. Il Tempo, alato e con una clessidra che simbolizza il passaggio degli istanti e l'arrivo della morte, porta dal braccio alla Verità, che si raffigurava nuda per simbolizzare l'assenza di travestimento o mascheramento. La Verità regna soprattutto, è la figura centrale, e porta uno scettro e un libro, che racchiude la verità storica.

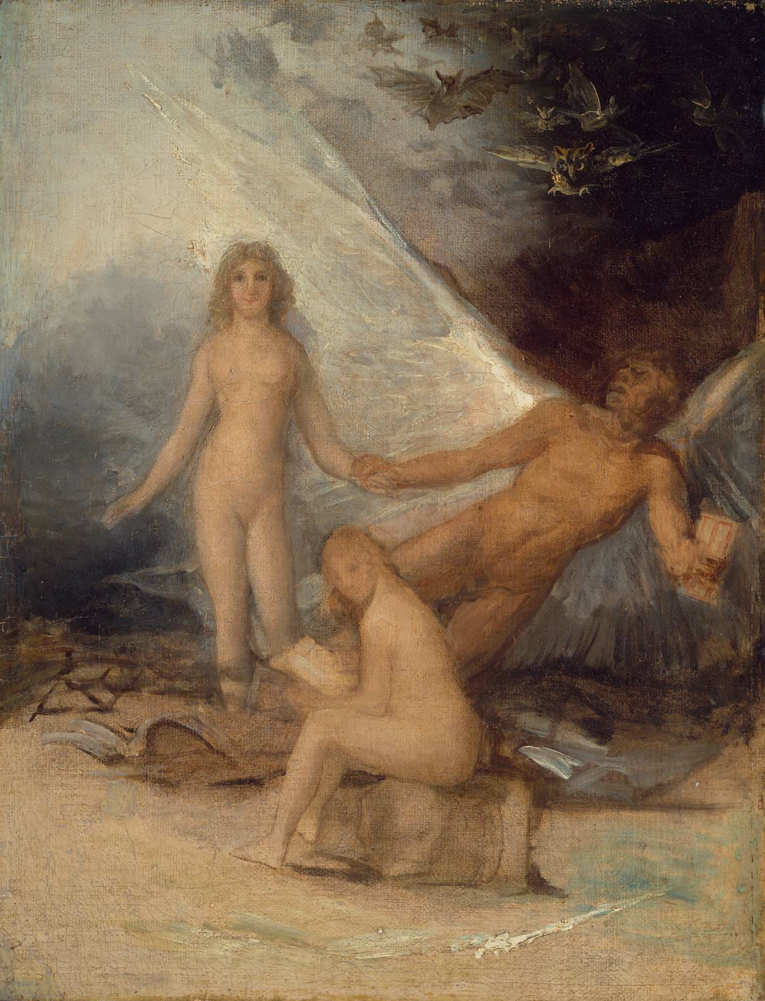
Bozza, 1797 Museum of Fine Arts (Boston).

Nello schizzo preliminare si osserva questa figura centrale nuda, ed è apparsa vestita nel quadro definitivo per l'inconvenienza che potrebbe comportare un nudo in questo periodo. Seduta, appare la Storia in se stessa, scrivendo la cronaca dei fatti e, possibilmente, in continuità con un altro libro già scritto su cui poggia. La Verità, il Tempo e la Storia preservano lo spirito dell'Illuminismo dall'ignoranza e dai mali che comporta, soprattutto per il buon governo. Se questa allegoria si ricollega al palazzo di Godoy, un modello di Storia sarebbe associato al buon mandatario, come uno «specchio di principi», luogo comune abituale fin dal Medioevo. L'albero inclinato in scoglio rappresentava in questo periodo solitamente la Libertà.
Tuttavia, un'altra interpretazione dell'allegoria vuole vedere nella figura centrale la Spagna e l'anziano che la porta una figura della nuova epoca che comincia. Secondo lei la Spagna, in abito bianco, porta in mano la Costituzione di Cadice del 1812 e nell'altra uno scettro, che significherebbe la superiorità della Costituzione sul regime assolutista. In primo piano si collocherebbe la Storia, anche nuda, perché la Storia deve essere vera, che annota l'evento mentre calpesta l'antico corpus giuridico esperto. Secondo questa interpretazione Goya dichiara apertamente nel 1812 (che è quando sarebbe datato secondo questa teoria il quadro) come un liberale convinto e lo rende esplicito, senza paura di vedere la sua posizione come Primo Pittore della Camera del Re e scommettendo su «la Pepa» o Costituzione del 1812.
Nonostante ciò, la iconografia delle figure allegoriche è neoclassica, a partire dal fatto che c'è chi vede nello stile di questo quadro aspetti simili a quelli della sua produzione del periodo della Guerra d'indipendenza spagnola, come le Majas al balcone (1810-1814).
Bisogna ricordare che questo tipo di allegorie erano abbondanti durante la Rivoluzione francese e si riferivano agli avvenimenti politici che avrebbero imposto la sovranità nazionale, i diritti del cittadino e la Costituzione come forma di governo più o meno imperfetta. In Spagna, l'«Ode all'invenzione della tipografia», scritta nel 1798 nella sua prima redazione da Manuel José Quintana -poi pubblicata, limando i passaggi più rivoluzionari, nel 1802; uno dei cui esemplari regalò il poeta a Goya-, collegava il progresso politico e sociale al ruolo che la stampa aveva nella diffusione di queste idee. Manuel Godoy ammise e cito questa poesia nelle sue Memorie e poté ordinare un dipinto ispirato al poema tra 1802 e 1805 (Glendinning, loc. cit.), il periodo delle ristrutturazioni della sua residenza palazzo. In tale «Oda» si affrontava l'inconvenienza dell'Assolutismo e delle sue istituzioni più obsolete, in particolare quella dell'Inquisizione. Lodava in questo testo i valori della Rivoluzione francese di libertà, uguaglianza e fraternità e collegava il successo di queste idee alla pubblicazione di libri che le propagassero.
Quanto allo stile si apprezza la tessitura di raso della tunica della Verità, in contrasto con gli ocre e verdi delle ombre, tuttavia le figure allegoriche non sono troppo idealizzate. Si abbina anche alla sensazione tattile delle piume della figura alata. La tecnica della pennellata è energica, senza fermarsi alla minuzia del dettaglio. Le pieghe dei vestiti e delle ombre, viste da vicino, sembrano frammenti di pittura astratta. La luce, celeste, inonda i bianchi e li fa nascere, dando a tutto l'insieme una ricchezza e profondità aerea che evoca Velázquez.